# Jacaratia
Genre
Classification APG III (2009)
Synonymes
- Leucopremna Standl.
- Pileus Ramírez[2]

Jacaratia est un genre d'arbre néotropical, appartenant à la famille des Caricaceae, et qui comprend 7 espèces. 
L'espèce type est Carica spinosa Aubl.
Certaines espèces sont comestibles pour l'homme, et servies dans des restaurants comme douceur,.

## Liste d'espèces
Selon World Flora Online (WFO) (22 déc. 2021) :
- Jacaratia chocoensis A.H. Gentry & Forero
- Jacaratia corumbensis Kuntze
- Jacaratia digitata (Poepp. & Endl.) Solms
- Jacaratia dolichaula (Donn.Sm.) Woodson
- Jacaratia heptaphylla (Vell.) A. DC.
- Jacaratia mexicana A.DC.
- Jacaratia spinosa (Aubl.) A.DC.